# 安井美沙子
安井 美沙子（やすい みさこ、1965年〈昭和40年〉9月11日 - ）は、日本の政治家、コンサルタント。元参議院議員（1期）。ファストドクター株式会社地域医療推進部顧問。一般社団法人日本エストニア商工協会相談役。

## 来歴
東京都港区出身。父親は銀行員。港区立笄小学校、東洋英和女学院中学部・高等部を経て、上智大学法学部法律学科を経て、渡米しニューヨーク大学ジャーナリズム学部に編入し1989年に卒業。
大学卒業後、マッキンゼー・アンド・カンパニーに入社し、ビジネスアナリストとして企業の経営戦略などを手掛ける。ミスミ（現ミスミグループ本社）フード事業部企画担当の後、1996年にコンサルタントとして独立。以後、岩手県「食と農の研究会」委員、大阪市役所市政改革本部調査員、橋下徹知事時代に大阪府特別参与等を歴任。
2007年より東京財団政策研究部ディレクター兼研究員となる。2009年より一橋大学国際・公共政策大学院専門職学位課程に入学し、2012年に修了。
2010年7月の第22回参議院議員通常選挙で民主党より木俣佳丈の後任として愛知県選挙区から出馬し、初当選した。
2011年8月26日、菅直人首相が民主党代表辞任を正式に表明。菅の辞任に伴う代表選挙（8月29日投開票）では海江田万里の推薦人に名を連ねた。
2012年12月16日の第46回衆議院議員総選挙で民主党は議席を「231」から「57」に減らし、野田佳彦代表は同日夜、引責辞任を表明。野田の辞任に伴う代表選挙（12月25日投開票）では馬淵澄夫の推薦人に名を連ねた。
2015年1月に行われた民主党代表選挙では、元幹事長・細野豪志の推薦人に名を連ねた。同年9月15日、民主党は安井を次期衆院選愛知10区の公認候補とすることを決定した。そのため2016年の第24回参議院議員通常選挙には出馬せず任期満了で退任した。
2017年の第48回衆議院議員総選挙に愛知10区から希望の党公認で出馬。同選挙区は安井、自民党の江崎鉄磨、日本維新の会の杉本和巳、日本共産党の新人の4者の争いとなり、得票数2番目で落選。惜敗率は75.489％。比例東海ブロックで希望の党が獲得した5議席のうち5番目で当選した静岡8区の源馬謙太郎の77.091％に及ばず、次点での落選となった。
2018年5月、希望の党解党に伴い無所属となる。
2020年2月19日、れいわ新選組の第1次公認で同じ愛知10区の立候補予定者として発表され、党衆議院愛知県第10区総支部長に就任。
2021年10月31日の第49回衆議院議員総選挙では同区から出馬したが、選挙区で当選した江崎や比例復活した杉本などに敗れて5人中4番目の得票数で落選。惜敗率は25.878%で比例東海ブロック内の選挙区から出馬したれいわ新選組の候補者では1位となり、さらにれいわ新選組が比例東海ブロックで1議席を確保できる票数に達したものの、選挙区での得票率が10%に満たなかったため比例当選の資格を失い落選となった。これにともない、れいわ新選組の規約により同党の構成員資格を喪失した。

## 政策・主張
- 選択的夫婦別姓制度導入に賛成。2015年の選択的夫婦別姓を求めた超党派による民法改正案に賛同[23]。「夫婦別姓はあくまで選択制。望まない人は今まで通りにすればよい。家族が崩壊する等の心配が出ているが、同姓でも崩壊するものは崩壊する」と述べる[24]。
- 共稼ぎが6割を超えた今の時代に合わない配偶者控除は廃止し、結婚の有無や働き方で差別しない新しい給付の形の実現。家事、保育、介護といった家庭内の無報酬労働にも価値を認め、仕事と家庭の両立に苦しむ人にも必要な支援が届く制度が必要と訴える[25]。
- 親が離婚しても経済的な苦労を抱えないように国や地方自治体が立て替え払いをし、不払いの相手に代理請求する制度を構築すべきと訴える[26]。

## 所属していた議員連盟・団体
- 心理職の国家資格を推進する議員連盟
- 国際観光産業振興議員連盟
- ライフ・アシスト・ポイントで内需を振興する議員連盟
- 海事振興連盟
- 建設労働議員懇談会
- 日華議員懇談会
- 安心・安全な薬とサプリメントを考える議員連盟
- 和装振興議員連盟
- スポーツ議員連盟
- お茶振興議員連盟
- 米消費拡大・純米酒推進議員連盟
- 参議院日仏友好議員連盟
- 日本・EU友好議員連盟
- 参議院日本ハンガリー友好議員連盟
- 日英交流議員連盟
- 日本・台湾安保経済研究会

## 著作
- 『ほんとうの「おいしい」を知っていますか？』英治出版；2007年5月
- 『新「地域」ブランド戦略』日経広告研究所；2007年10月、共著
- 『食と農の地域経営(1)〜(4)』時事通信社「地方行政」；2005年9月、共著
- 『食の安全　誰が守る？』公明新聞；2009年3月1日
- 『食の安全を守る』宣伝会議「人間会議」2008年冬号）等[27]

## 人物
- 趣味は社交ダンス（JDSFラテンB級）[1]。
- 長男と次男がいる[1]。出産後、離婚した[3]。
- 大学院の入学同期に元漫画家の大越農子北海道議会議員が、卒業同期にはTBSテレビアナウンサーの加藤シルビアがいる[28][29]。